# UCI Coupe des Nations Juniors 2022
L'UCI Coupe des Nations Juniors 2022 est la 15e édition de l'UCI Coupe des Nations Juniors. Elle est réservée aux cyclistes de sélections nationales de moins de 19 ans (U19). Elle est organisée par l'Union cycliste internationale. 
Cette édition comprend 10 manches, auxquelles il faut ajouter les championnats du monde juniors et les championnats continentaux juniors,. 

## Résultats

### Épreuves
| Date          | Épreuve                                           | Pays         | Vainqueur          | Deuxième                 | Troisième              | Leader (nations) |
| ------------- | ------------------------------------------------- | ------------ | ------------------ | ------------------------ | ---------------------- | ---------------- |
| 24 mars       | Championnat d'Afrique du contre-la-montre juniors | Égypte       | Aklilu Arefayne    | Yonas Tekie              | Francois Hofmeyr       | Érythrée         |
| 26 mars       | Championnat d'Afrique sur route juniors           | Égypte       | Yoel Habteab       | Aklilu Arefayne          | Samuel Quevauvilliers  | Érythrée         |
| 26 mars       | Championnat d'Asie du contre-la-montre juniors    | Tadjikistan  | Alexey Vaganov     | Mohammad Darzi Ramandi   | Davaajargal Altangerel | Érythrée         |
| 28 mars       | Championnat d'Asie sur route juniors              | Tadjikistan  | Samandar Sultanov  | Maxim Taraskin           | Ilya Karabutov         | Érythrée         |
| 27 mars       | Gand-Wevelgem juniors                             | Belgique     | Thomas Capra       | Tobias Svarre            | Jed Smithson           | Italie           |
| 9 avril       | Championnat d'Océanie du contre-la-montre juniors | Australie    | William Eaves      | Tyler Tomkinson          | Oscar Chamberlain      | Italie           |
| 10 avril      | Championnat d'Océanie sur route juniors           | Australie    | Oscar Chamberlain  | Cameron Rogers           | Toby Evans             | Italie           |
| 17 avril      | Paris-Roubaix juniors                             | France       | Niels Michotte     | Romet Pajur              | Léandre Lozouet        | Danemark         |
| 5-8 mai       | Course de la Paix juniors                         | Tchéquie     | Emil Herzog        | António Morgado          | Jørgen Nordhagen       | Danemark         |
| 21-22 mai     | Trophée Centre Morbihan                           | France       | Jens Verbrugghe    | António Morgado          | Johannes Kulset        | Belgique         |
| 26-29 mai     | Tour du Pays de Vaud                              | Suisse       | Jan Christen       | Johannes Kulset          | Menno Huising          | Belgique         |
| 9-12 juin     | Saarland Trofeo                                   | Allemagne    | Mathieu Kockelmann | Thibaud Gruel            | Jørgen Nordhagen       | Belgique         |
| 7 juillet     | Championnat d'Europe du contre-la-montre juniors  | Portugal     | Mathieu Kockelmann | Jens Verbrugghe          | Emil Herzog            | Belgique         |
| 9 juillet     | Championnat d'Europe sur route juniors            | Portugal     | Jan Christen       | Jørgen Nordhagen         | Léo Bisiaux            | Belgique         |
| 12-17 juillet | Tour de l'Abitibi                                 | Canada       | Lucas Mainguenaud  | Mathieu Dupé             | Mathéo Barusseau       | France           |
| 29-31 juillet | Watersley junior Challenge                        | Pays-Bas     | Max van der Meulen | Menno Huising            | Roman Ermakov          | France           |
| 17-19 août    | One Belt One Road Nation's Cup Hungary            | Hongrie      | Hubert Grygowski   | Mihnea-Alexandru Harasim | Gabriele Bessega       | France           |
| 26-30 août    | Tour de DMZ                                       | Corée du Sud | Max van der Meulen | Menno Huising            | Jack Makohon           | France           |
| 20 septembre  | Championnat du monde du contre-la-montre juniors  | Australie    | Joshua Tarling     | Hamish McKenzie          | Emil Herzog            | France           |
| 23 septembre  | Championnat du monde sur route juniors            | Australie    | Emil Herzog        | António Morgado          | Vlad Van Mechelen      | France           |

### Classement par nations
| #  | Pays       | Pts. |
| -- | ---------- | ---- |
| 1  | France     | 199  |
| 2  | Belgique   | 187  |
| 3  | Allemagne  | 156  |
| 4  | Norvège    | 148  |
| 5  | Italie     | 110  |
| 6  | Luxembourg | 97   |
| 7  | Pays-Bas   | 96   |
| 8  | Portugal   | 95   |
| 9  | Estonie    | 92   |
| 10 | Pologne    | 84   |